# دیوید میچل
دیو بی. میچل (به انگلیسی: Dave B. Mitchell) زاده ۲۵ ژوئیه ۱۹۶۹ خواننده، بازیگر و صداپیشه آمریکایی است؛ و فعالیت خود را در صداپیشگی فیلم و انیمیشن و بازی‌های ویدیویی را از سال ۱۹۹۷ آغاز کرد.